# Krumë (wieś)
Krumë – wieś położona w północnej części Albanii w gminie Krume. Wieś znajduje się 109 kilometrów od stolicy państwa, Tirany.

## Demografia
Według spisu ludności z 1989 roku we wsi Krumë mieszkało 1503 mieszkańców.